# Cuatro corazones con freno y marcha atrás
Cuatro corazones con freno y marcha atrás, inicialmente titulada Morirse es un error, es una obra de teatro escrita por el español Enrique Jardiel Poncela. Se estrenó el 2 de mayo de 1936.

## Sinopsis
Cinco personas se vuelven inmortales, pero al cabo del tiempo, descontentas con tal condición (menos Emiliano), toman un elixir rejuvenecedor que les permitirá ir descontando años de vida y terminar muriendo.

## Algunas representaciones destacadas

### Teatro
- 1936 (estreno):
  - Reparto: Isabel Garcés, Mercedes Muñoz Sampedro, Juan Bonafé, Enrique Guitart, José Orjas, María Mayor y Alfonso Tudela.
  - Escenografía: Sigfrido Burmann.

- 1955 (Teatro de la Comedia, Madrid)
  - Reparto: María Luisa Ponte, Antoñita Mas, Juana Solano, Antonio Casas, Francisco Chuliá, Antordo Gandía, Gregorio Alonso.

- 1968 (Teatro María Guerrero, Madrid):
  - Dirección: José Luis Alonso.
  - Intérpretes: Antonio Ferrandis, Alfonso del Real, María Fernanda D'Ocón, Margarita García Ortega, Rafael Arcos.

- 1985: Compañía del Teatro Popular de la Villa de Madrid.
  - Dirección: Antonio Guirau.
  - Intérpretes: Valeriano Andrés, Adriana Ozores, José Sancho, Gloria Blanco, César Diéguez, Ana Isabel Hernando.

- 1987: (Teatro Maravillas de Madrid).
  - Dirección: Mara Recatero.
  - Reparto: José Sazatornil, Paloma Juanes, Yolanda Arestegui, Encarna Abad, Carmina Merlo, Jordi Soler, Antonio Campos, Carmela Márquez, Tina Sáinz, Julia Trujillo, Francisco Piquer, Luis Varela, Miguel Ángel Pascual, Luis Pascual, Rafaela Aparicio, Luis Barbero.

### Televisión
- TVE.
  - Teatro de humor (3 de noviembre de 1964)
    - Reparto:  Encarna Abad, Valeriano Andrés, María Banquer, Mary González, María Massip, Pepe Rubio, Laly Soldevila, Valentín Tornos, Manuel Torremocha.

  - Estudio 1 (25 de septiembre de 1977).
    - Dirección: Gustavo Pérez Puig.
    - Reparto: Pablo Sanz, Luis Varela, Teresa Rabal, Ismael Merlo, Amparo Baró, Antonio Durán, Alfonso Gallardo, Mari Carmen Prendes, Encarna Abad, Alejandro Ulloa, Carmen Utrilla.

- RTP RadioTelevisão Portuguesa.
  - Teleteatro - Quatro corações com travão e marcha atrás (1965).
    - Traducción y adaptación:  Nuno Fradique. 
      - Dirección:  Herlander Peyroteo.
        - Reparto:  Maria Albergaria, Fernanda Borsatti, Luís Cerqueira, Alba Clington, Emilio Correia, Fernanda de Figueiredo, Baptista Fernandes, Armando Ferreira, Carmen Gonzalez, Adelaide João, Ana Lorena, Hortense Luz, Santos Manuel, Maria Olguim, Rui Pedro,  Glicínia Quartin, Carlos Velasco, Couto Viana.